# Autobahn 13 (Belgien)
Die belgische Autobahn 13, französisch Autoroute 13, niederländisch Autosnelweg 13 genannt, ist Teil der Europastraße 313 und verbindet die Städte Antwerpen sowie Lüttich (Liège) auf einer Strecke von 112 Kilometern. Sie durchquert von Norden nach Süden De Kempen und den Hespengau und verläuft in der Nähe der Städte Herentals, Geel, Hasselt, Tongern und führt meist entlang des Albert-Kanal.

## Geschichte
Die Straßenplanungen der belgischen Regierung aus den 1950er Jahren fokussierten sich auf eine Verbindung des Hafen Antwerpen mit dem deutschen Straßennetz. Das erste Teilstück der neuen Autobahn Antwerpen–Lüttich zwischen Wommelgem und Herentals wurde bereits 1958 fertiggestellt. Die Autobahn bekam nach Fertigstellung den Namen König-Baudouin-Autobahn (benannt nach dem König der Belgier 1951–1993 Baudouin) und ist die zweitälteste Autobahn in Belgien.

## Weblinks

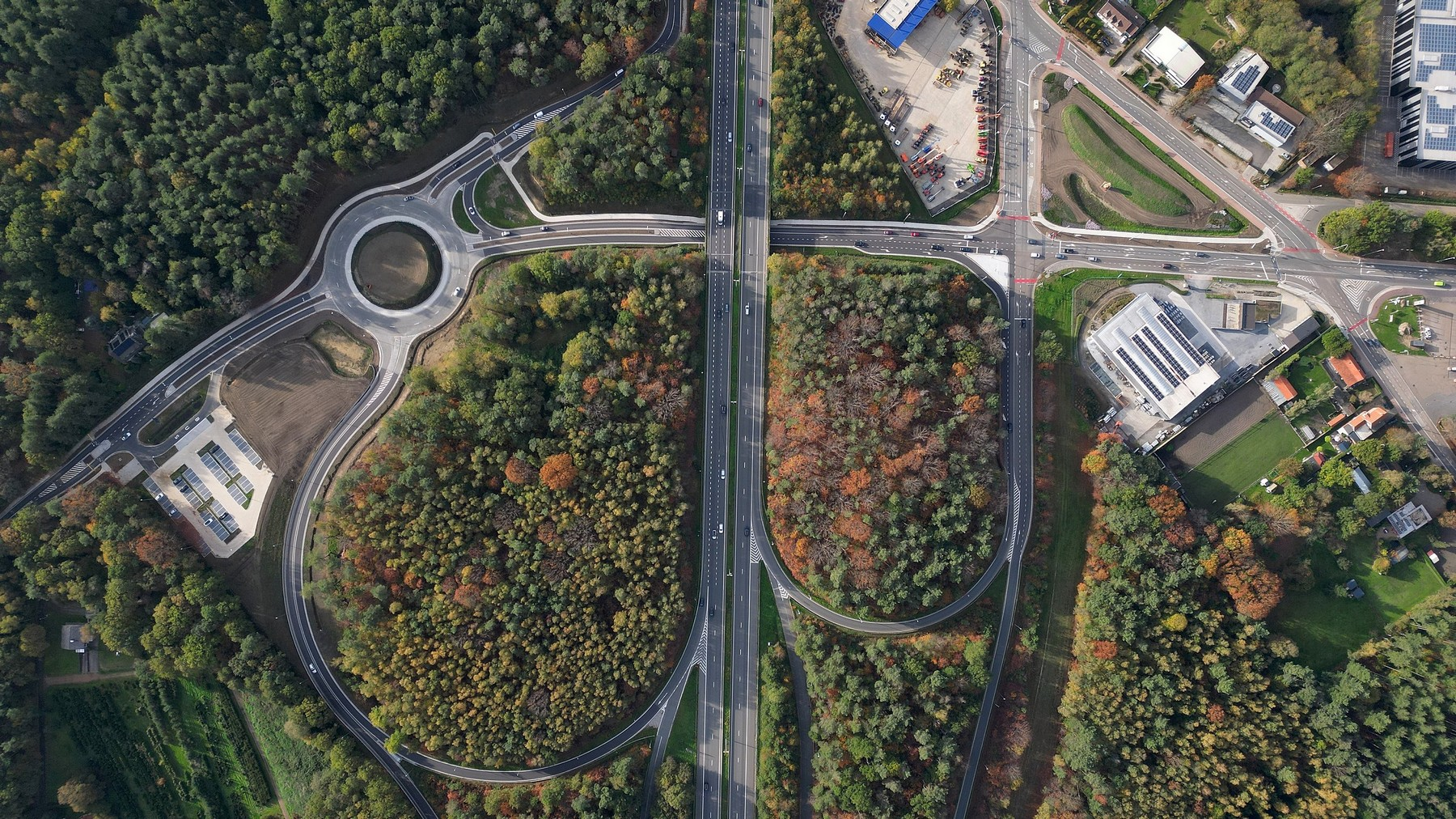
Anschlussstelle Geel-Ost

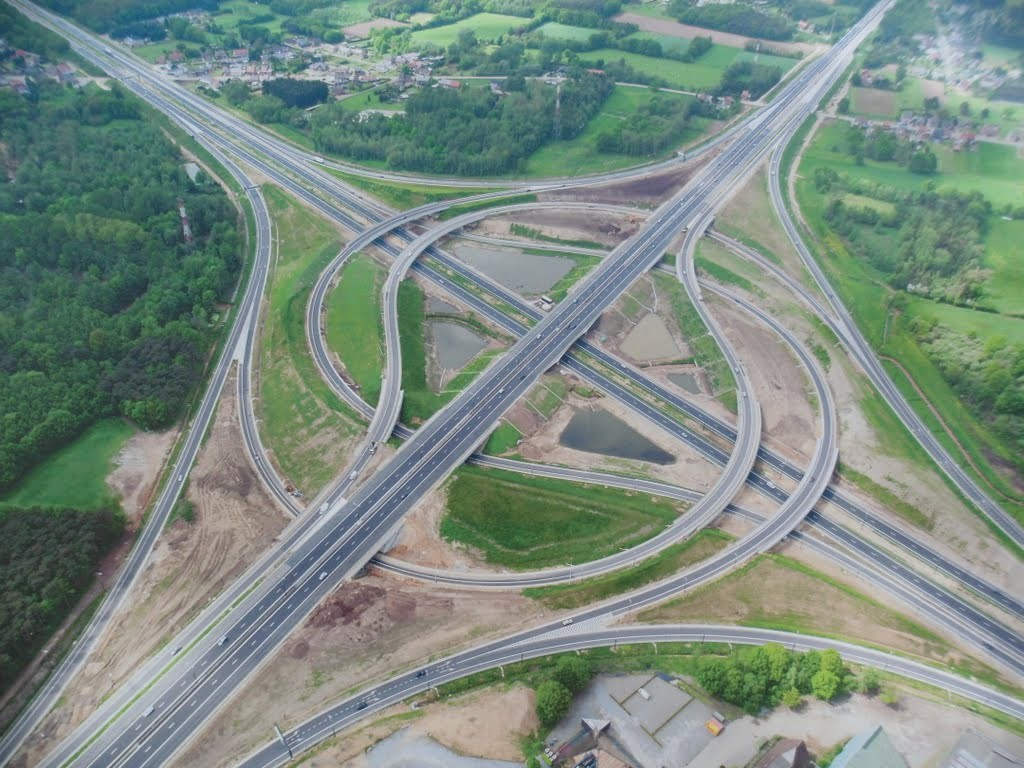
Autobahnkreuz Lummen